# Henri Bles
Henri Bles, aussi connu sous les noms de Herri met de Bles, Herri de Dinant, Herry de Patinir, est un peintre né à Bouvignes-sur-Meuse vers 1500 et mort après 1550. Son œuvre constitue un maillon important entre les maniéristes anversois, Brueghel l'Ancien et les paysagistes de la fin du XVIe siècle.

## Le peintre, son œuvre et son style
| \| \|                                                                            |
| A. Monogrammé Lambert van Noort et attribué à Henri Bles, Saint Jérôme pénitent. |
|                                                                                  |

Henri Bles, qui porte le surnom flamand de « Herri met de Bles », se fait connaître à Anvers dans le deuxième quart du XVIe siècle.
L'hypothèse de son identification avec Herry de Patenir, reçu maître à la guilde de Saint-Luc d'Anvers en 1535, n'est pas assurée.
Karel Van Mander écrit à son propos :

« J'ai peu de renseignements sur Henri, si ce n'est que ses œuvres, que l'on trouve en maint endroit chez les amateurs, témoignent de la patience et du soin avec lesquels il procédait. »

Cette information garde encore aujourd'hui toute sa valeur, car aucune source écrite mentionnant ce peintre de son vivant n'est connue à ce jour.
Comme Joachim Patinier, dont il est un des nombreux continuateurs, Henri Bles est un peintre d'histoire spécialisé dans le paysage.
Il utilise une chouette cachée dans ses tableaux en guise de signature, d'où le nom de Civetta (« chouette ») qu'on lui donne en Italie.
Il collabora avec de nombreux peintres parmi lesquels on peut citer : Pieter Coecke van Aelst, le Monogrammiste de Brunswick, Pieter Aertsen, le Maître de Paul et Barnabé et Lambert van Noort. Avec ce dernier, il réalisa peut-être le paysage d'arrière plan du Saint Jérôme pénitent de Namur (ill. A), qui porte le monogramme LvN. Gillet et Toussaint, proposent de voir dans les traits du saint le portrait de Bles lui-même.
Sans le doute qui plane sur la participation effective de Bles dans la réalisation de ce tableau, cette proposition serait assez convaincante à la vue de son portrait (voir l'estampe plus haut) qui fut publié à Anvers en 1572 dans Les effigies des peintres célèbres des Pays-Bas de Dominique Lampson.
Son style, qui évoque Joachim Patinier, est caractérisé par un traitement plus vaporeux que ce dernier dans l'exécution des paysages. Les lointains plus flous se fondent dans la brume et les contours sont moins marqués. En outre, la vision panoramique en plongée de ses tableaux semble, avec une ligne d'horizon plus basse, moins accentuée que celle de son devancier (ill. B-C).
Par ailleurs, on note une production artistique très abondante avec une iconographie stéréotypée (ill. D-E), souvent empruntée à ses contemporains. Ainsi, par exemple, les personnages du premier plan de la Prédication de Jean Baptiste conservée à Dortmund se retrouvent dans le tableau de Barcelone (Galerie : 7) et le Saint Jérôme pénitent de Namur (ill. B), doit beaucoup au tableau de Joachim Patinier conservé à la Kunsthaus de Zürich (ill. C). De même, les motifs qui composent les différentes scènes évoquant les épisodes bibliques d'Adam et Ève dans le tondo d'Amsterdam intitulé Paradis (Galerie : 14), sont empruntés à des estampes d'Albrecht Dürer et de Heinrich Aldegrever (ill. F, G, H et I).

Influences de Joachim Patinier et production stéréotypée.
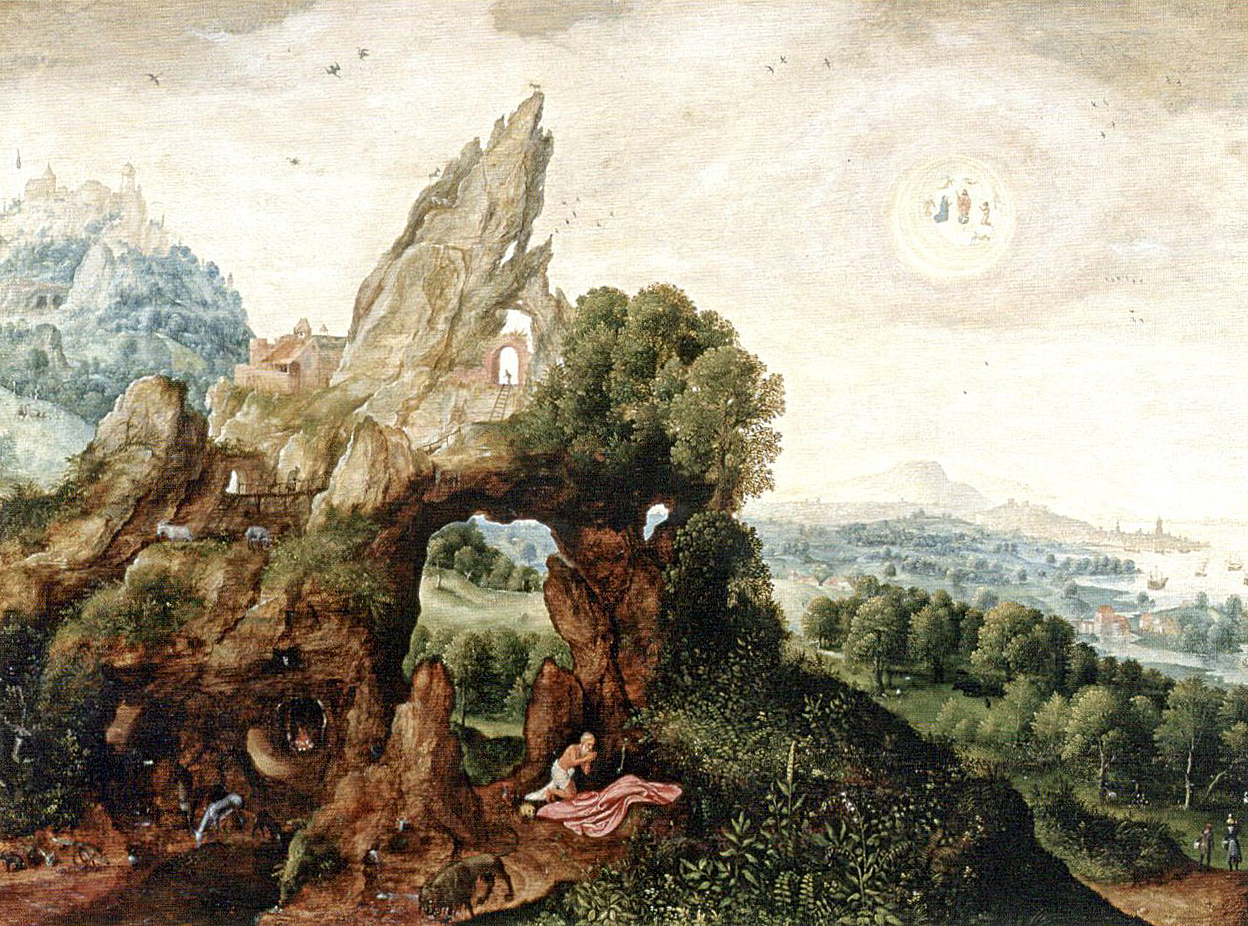
B. Henri Bles, Saint Jérôme pénitent, Musée provincial des Arts anciens du Namurois, Namur.
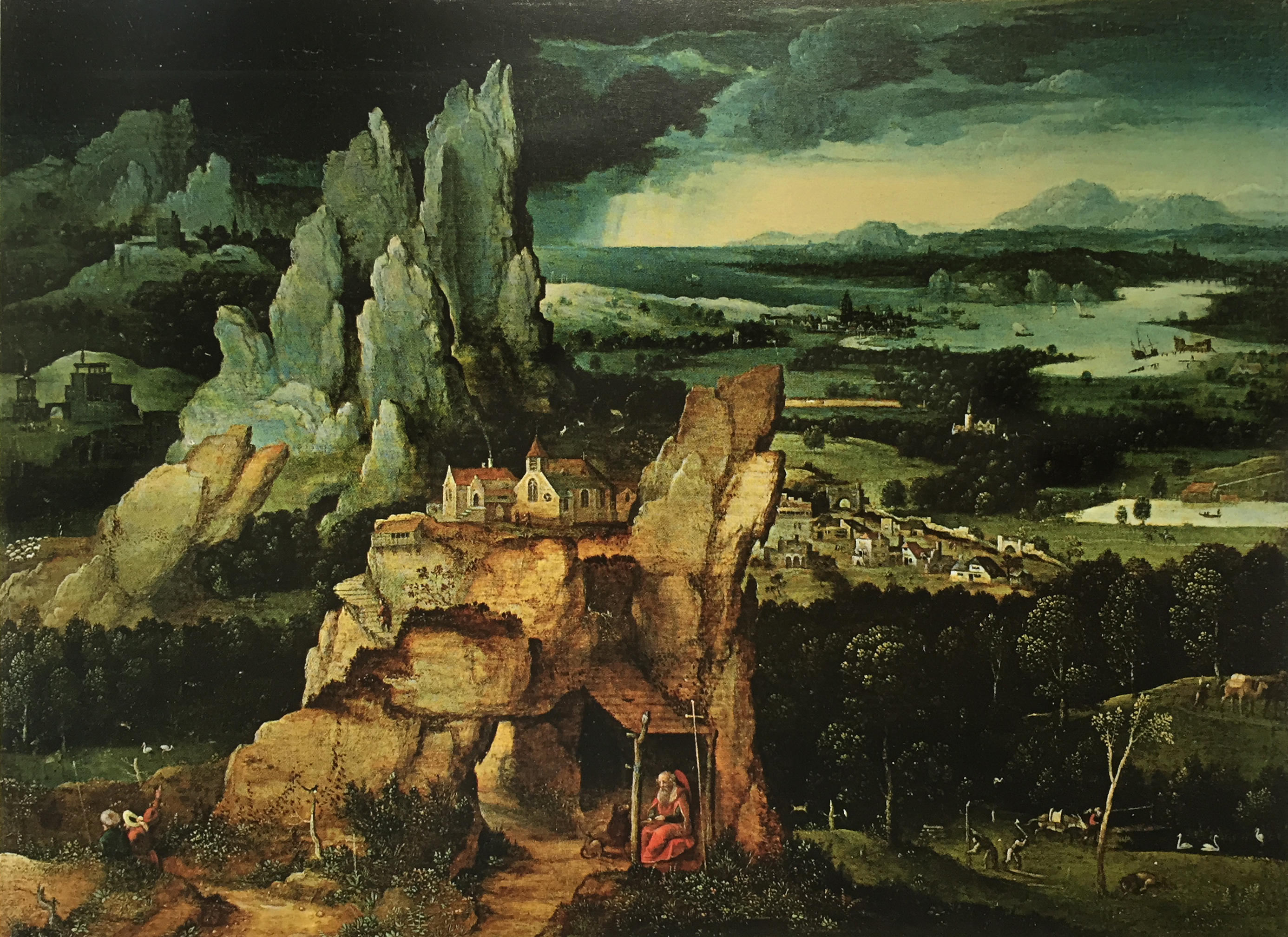
C. Joachim Patinier, Paysage avec saint Jérôme, Kunsthaus, Zürich.
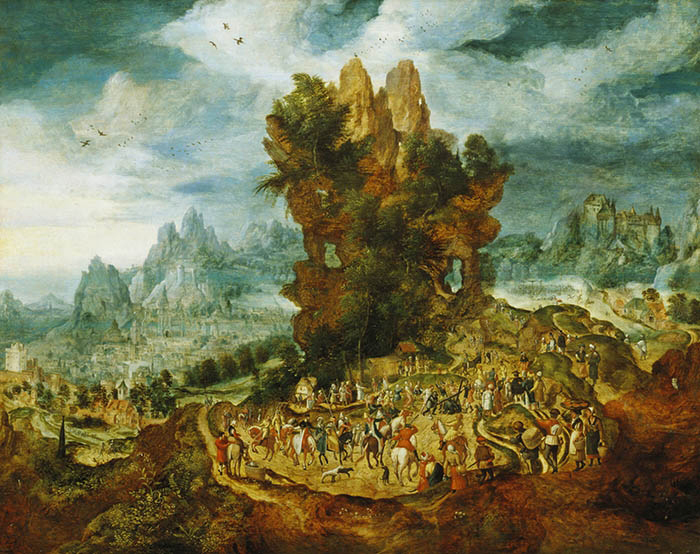
D. Montée au Calvaire, Gemäldegalerie der Akademie der bildenden Kunst, Vienne.
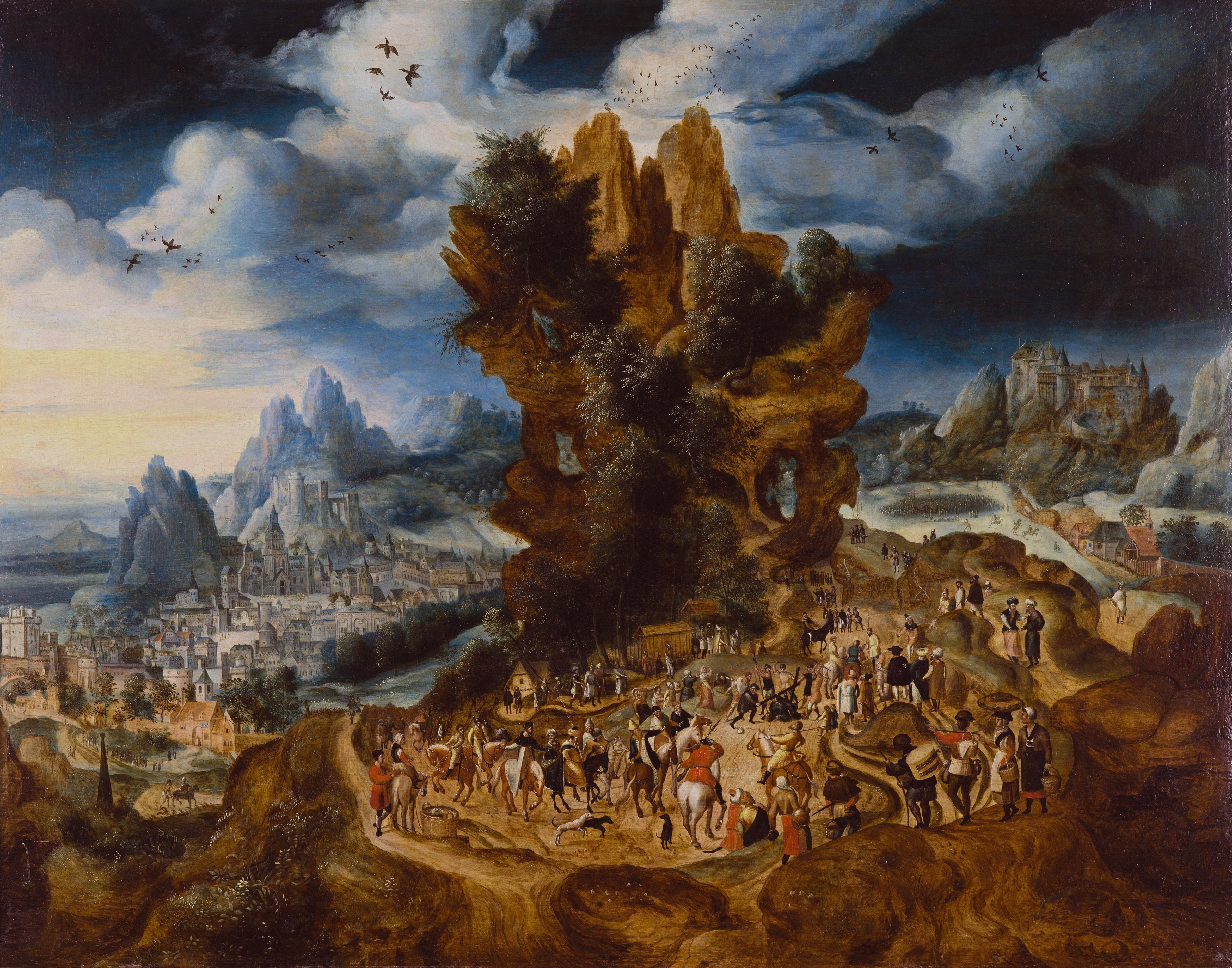
E. Montée au Calvaire, Kunstmuseum, Saint Gall.

Détails du « Paradis » du Rijksmuseum d'Amsterdam et emprunts aux graveurs.
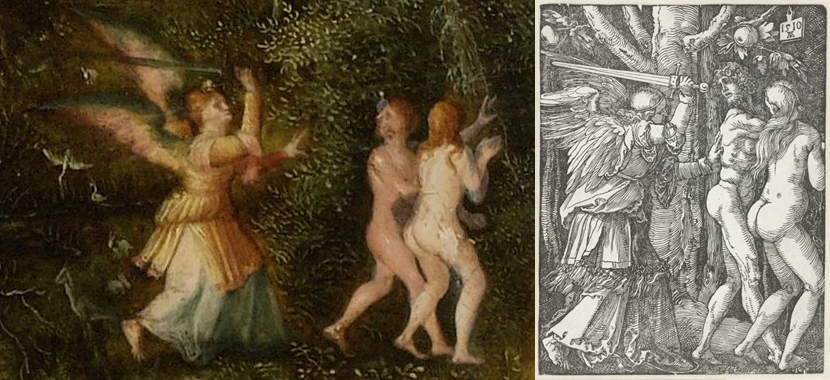
F. Henri Bles, Paradis (détail) et Albrecht Durer, Expulsion du Paradis, 1510, xylographie.
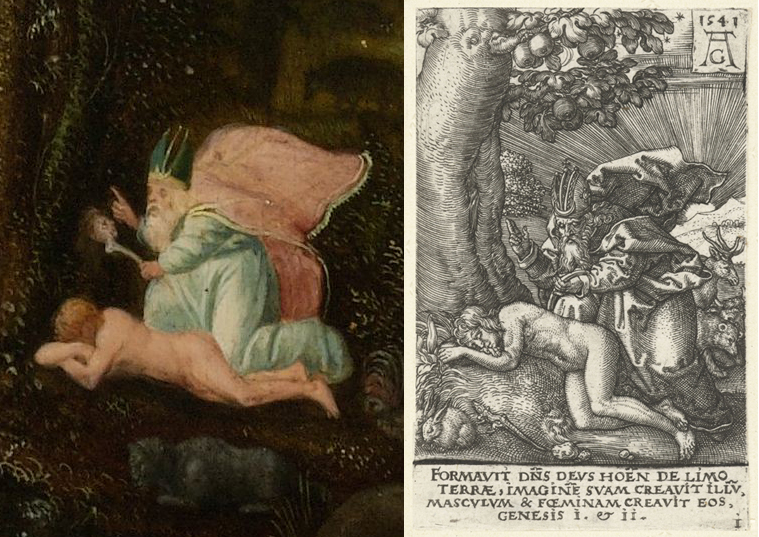
G. Henri Bles, Paradis (détail) et Heinrich Aldegrever, Création d'Ève pendant le sommeil d'Adam, 1541, chalcographie.
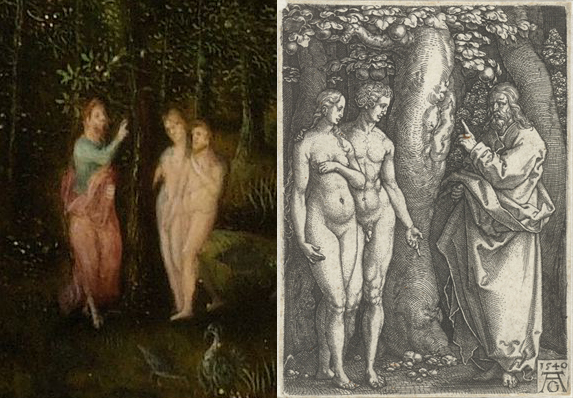
H. Henri Bles, Paradis (détail) et Heinrich Aldegrever, Dieu réprimandant Adam et Ève, 1540, chalcographie.
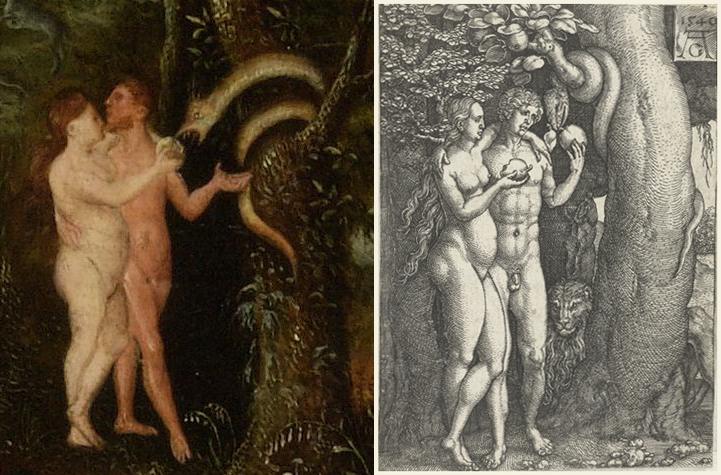
I. Henri Bles, Paradis (détail) et Heinrich Aldegrever, La chute, 1540, chalcographie.

## Catalogue raisonné
Essai de classement par type de collection.
  ● La puce verte signale les œuvres dont l'attribution n'est pas contestée.
Exemple : « Tableau de Henri Bles ».
  ● La puce orange signale les œuvres dont l'attribution est, selon au moins une source, incertaine.
Exemple : « Tableau attribué à Henri Bles », ou « Tableau de Henri Bles, ou du cercle de Henri Bles ».
  ● La puce rouge signale deux attributions possibles.
Exemple : « Tableau attribué à Henri Bles ou à Joachim Patinier ».

### Œuvres des collections publiques
Classement par lieu de conservation (pays et ville).

#### Allemagne
● La Sainte-Baume, huile sur bois, 19 × 25 cm, Gemäldegalerie, Staatliche Museen zu Berlin, Berlin , inv. 1987
● Prédication de Jean Baptiste, huile sur bois, 74 × 101,5 cm, Museum für Kunst und Kulturgeschichte der Stadt Dortmund, Dortmund,.
● Mercier endormi pillé par les singes, huile sur bois, 59,5 × 85,5 cm, Staatliche Kunstsammlungen, Gemäldegalerie, Dresde (Galerie : 1),.
● Pèlerins d'Emmaüs, huile sur bois, 26 × 36,5 cm, Kunsthalle, Hambourg.
● Repos pendant la fuite en Égypte, huile sur bois, 90 × 75,5 cm, Hamburger Kunsthalle, Hambourg, inv. 758.
● Prédication de Jean Baptiste, huile sur bois, 27 × 41 cm, Universiteit Leipzig, Leipzig

#### Argentine
● Vocation de saint Pierre, huile sur toile, 77,5 × 97,5 cm, Museo Nacional de Bellas Artes, Buenos Aires, inv. 8623 (Galerie : 2).

#### Autriche
● Paysage avec activité industrielle et fuite en Égypte, huile sur bois, 39, 2 × 73 cm, Alte Galerie des Steiermärkischen Landesmuseum Joanneum, Graz, inv. 58 (ou 101 selon RKD),
● Isaac bénissant Jacob, huile sur bois, 81,5 × 111 cm, Tiroler Landesmuseum Ferdinandeum, Innsbruck, inv. 958,.
● Bon Samaritain, huile sur bois, 29 × 42 cm, Kunsthistorisches Museum, Vienne, inv. GG_1005,.
● Enfer, huile sur bois, Ø 29,5 cm, Kunsthistorisches Museum, Vienne, inv. 5691,.
● Montée au Calvaire, huile sur bois, 57 × 72 cm, Gemäldegalerie der Akademie der bildenden Kunst, Vienne, inv. 548 (ill. D),,.
● Prédication de Jean-Baptiste, huile sur bois, 29 × 39 cm, Kunsthistorisches Museum, Vienne, inv. 1004,.
● Tentation de saint Antoine, huile sur bois, Ø 16 cm, Kunsthistorisches Museum, Vienne,.
En collaboration :
● Henri Bles et artiste anonyme ou Marcellus Coffermans, Triptyque avec Annonciation (à gauche), Crucifixion (au milieu) et Résurrection (à droite), Kunsthistorisches Museum, Vienne, inv. GG 916-918

#### Belgique
● Pèlerins d'Emmaüs, huile sur bois, 34,1 × 50,5 cm, Musée Mayer Van den Bergh, Anvers, inv. MMB 003-1 (Galerie : 3),,.
● Saint Jean à Patmos, huile sur bois, 33 × 47 cm, Musées royaux des beaux-arts de Belgique, Anvers, inv. 5042,.
● Prédication de Jean Baptiste, huile sur bois, 86 × 120 cm, Musées royaux des beaux-arts de Belgique, Bruxelles, inv. 3363 (Galerie : 4),,.
● Paysage avec fermes et un pigeonnier, huile sur bois, 20,5 × 27,5 cm, Musées royaux des beaux-arts de Belgique, Bruxelles, inv. 4704.
● Galères et bâtiments de guerre dans un estuaire, huile sur bois, 22,5 × 36 cm, Musée de l’Art wallon, Liège.
● Paysage, huile sur bois, 57 x 84 cm, Musée de l’Art wallon, Liège.
● Paysage avec la rencontre sur le chemin d’Emmaüs, 1533-1550, huile sur bois, 13,9 × 18,2 cm, Musée de l’Art wallon, Liège, inv. 608 (Galerie : 5).
● Tobie et l’archange Raphaël, huile sur bois, 98 x 75 cm, Musée de l’Art wallon, Liège.
● Tentation de saint Antoine, d’après Jérôme Bosch, huile sur bois, 31,5 × 47,5 cm, Musée de l’Art wallon, Liège.
● Paysage avec la Parabole du Bon Samaritain, 1511, huile sur bois, 84,1 × 113,4 cm, Musée provincial des Arts anciens du Namurois, Namur,.
● Conversion de Paul, huile sur bois, 111 × 142 cm, Musée provincial des Arts anciens du Namurois, Namur.
● Incendie de Sodome, huile sur bois, 26 × 40 cm, Musée provincial des Arts anciens du Namurois, Namur,.
● Incendie de Sodome, huile sur bois, 25,5 × 39 cm, Musée provincial des Arts anciens du Namurois, Namur (Galerie : 6),.
● Montée au Calvaire, huile sur bois, 5,2 × 82,3 cm, Musée provincial des Arts anciens du Namurois, Namur,.
● Multiplication des pains et des poissons, huile sur bois, 96,5 × 137 cm, Musée provincial des Arts anciens du Namurois, Namur, inv. 161.
● Saint Jérôme pénitent, huile sur bois, 116,7 × 81,6 cm, Musée provincial des Arts anciens du Namurois, Namur.
● Saint Jérôme pénitent, huile sur bois, 75,7 × 105,8 cm, Musée provincial des Arts anciens du Namurois, Namur, inv. 158 (ill. B),,.
En collaboration :
● Henri Bles et Lucas Van Valckenborch, Paysage avec attaque de bandits, huile sur bois, 53,5 × 83,5 cm, banque Artésia, collection Verzameling, Liège, inv. 1243.
● Henri Bles (attribué à) et Lambert Van Noort, Saint Jérôme pénitent, huile sur bois, 116,7 x 81,6 cm, Musée provincial des Arts anciens du Namurois, Namur, inv. 318 (ill. A).

#### Canada
● Incendie de Sodome, 29,8 x 43,2 cm, Musée des Beaux-Arts, Montréal.

#### Danemark
● Fuite en Égypte, huile sur bois, 36 x 57 cm, Statens Museum for Kunst, Copenhague,.

#### Espagne
● Fuite en Égypte, huile sur bois, 24,5 × 33 cm, Museu Nacional d'Art de Catalunya, Barcelone, inv. 65000,,.
● Prédication de Jean-Baptiste, huile sur bois, 53 × 102 cm, Museu Nacional d'Art de Catalunya, Barcelone, inv. 050470-000 (Galerie : 7).
● Paysage avec saint Christophe, huile sur bois, 30 × 30 cm, Museo Thyssen-Bornemisza, Madrid, inv. 1929.2

#### États-Unis
● Paysage avec David et Bethsabée, huile sur bois, 46,2 × 69,2 cm, The Isabella Stewart Gardner Museum, Boston, inv. P25w40 (Galerie : 8),.
● Paysage côtier avec la ville en feu (Anvers), huile sur bois, 13 × 25,7 cm, Museum of Fine Arts Boston, Boston, inv. 46.1143
● Sacrifice d'Abraham, huile sur bois, 56,2 × 86 cm, The Cincinnati Art Museum, Cincinnati, inv. 1944.44 (Galerie : 9),.
● Prédication de Jean Baptiste, huile sur bois, 29,8 × 41,9 cm, Museum of Art, Cleveland,
● Le Christ libère les âmes dans les limbes, huile sur bois, 5 × 11 cm, Detroit Institute of Arts, Detroit, inv. 35.22
● Pèlerins d'Emmaüs, huile sur bois, 21 × 33 cm, Fisher Gallery, Los Angeles, inv. AH 64.01.
● Pèlerins d'Emmaüs, huile sur bois, 24 × 34 cm, Los Angeles County Museum of Art, Los Angeles, inv. m.12.82
● Tentation de saint Antoine, vers 1550-1560, huile sur bois, 21,6 × 34 cm, The Metropolitan Museum of Art, New York.
● Conversion de saint Paul, vers 1545, huile sur bois, 45,7 × 59,1 cm, Allen Memorial Art Museum, Oberlin, inv. 95.13,.
● Montée au Calvaire, huile sur bois, 82,6 × 114,3 cm, The Princeton University Art Museum, Princeton, inv. y1950-1. (Galerie : 10),.
● Orphée aux Enfers, huile sur bois, 23,2 × 30,2 cm, Fine Arts Museums, San Francisco,.

#### France
● Paysage avec fuite en Égypte, huile sur bois, 55 × 70 cm, Palais des Beaux-Arts, Lille, inv. P 831
● Paysage avec tentation de saint Antoine, huile sur bois, Ø 24 cm, Fondation Custodia (collection F. Lugt), Paris, inv. 5788,.
● Saint Jérôme pénitent, huile sur bois, 56 × 45 cm, Musée des beaux-arts et d'archéologie Joseph Déchelette, Roanne, inv. 2863 (Galerie : 11).
● Paysage avec Diane, huile sur bois, 28 × 36 cm, Musée des Beaux-Arts, Strasbourg, inv. MBA 271,,.

#### Hongrie
● Paysage avec travaux de mine et fuite en Égypte, 48,5 × 69 cm, Szépművészeti Múzeum, Budapest, inv. 1697.

#### Italie
● Paysage avec mines ou La Mine de cuivre, 1525-1527, huile sur toile, 83 × 114 cm, musée des Offices, Florence, inv. 1890 n.1051 (Galerie : 12),,.
● Le bon Samaritain, huile sur bois, 34,5 × 50 cm, Museo e Galerie Nazionali di Capodimonte, Naples,.
● Le bon Samaritain, huile sur bois, 29 × 43 cm, Museo e Galerie Nazionali di Capodimonte, Naples (Galerie : 13).
● Paysage avec Moïse et le buisson ardent, huile sur bois, 56 × 70 cm, Museo e Galerie Nazionali di Capodimonte, inv. Q.6.
● Tempête avec le sacrifice de Jonas, huile sur bois, 29,5 × 43 cm, Museo e Galerie Nazionali di Capodimonte, Naples.
● Vocation de saint Pierre, 94 × 100 cm, Museo Civico, Padoue, inv. 283,.
● Paysage avec saint Augustin, huile sur bois, 21,5 × 30,6 cm, Galerie Colonna, Rome,.
● Saint Jérôme pénitent, huile sur bois, 26 × 39,5 cm, Galerie Borghèse, Rome.
● Montagnes rocheuses avec port dans le lointain, huile sur bois, Ø 15 cm, Galerie Borghèse, Rome, inv. 384
● Montée au calvaire, huile sur bois, 32 × 42 cm, Galleria Doria Pamphilj, Rome, inv. 493.
● El inferno, Palais des Doges, Venise.
● Paysage côtier nocturne avec saint Christophe, huile sur bois, 8 × 33 cm, Palazzo Colonna, Salottino Rosa, Rome, inv. 1679, f.171 n.139 (Civetta).

#### Luxembourg
● La Fuite en Egypte, Collection Bentinck-Thyssen, musée d'Etat, Luxembourg

#### Pays-Bas
● Paradis, huile sur bois, Ø 46 cm, Rijksmuseum, Amsterdam, inv. SK-A-780 (Galerie : 14),.
● Paysage avec répudiation d'Agar, huile sur bois, 23,5 × 35,5 cm, Bonnefantenmuseum, Maastricht, inv. 179 (Galerie : 15).
● Paysage avec saint Christophe, huile sur bois, 30 × 42 cm, Museum Boijmans Van Beuningen, Rotterdam, inv. 2437,

#### Pologne
● Lot et ses filles, huile sur bois, 33,2 x 45,2 cm, Muzeum Narodowe w Warszawie, Varsovie , inv. 211792

#### Royaume-Uni
● Chute de Lucifer, huile sur bois, 53,5 × 42 cm, National Maritime Museum, Greenwich, Londres, inv. BHC0706

#### Russie
● Paysage avec fuite en Égypte, huile sur bois, 33 × 59,7 cm, Musée de l'Ermitage, Saint-Pétersbourg, inv. ГЭ-452 (Galerie : 16).

#### Suède
● Paysage avec destruction de Sodome, huile sur bois, 32 × 45 cm, Nationalmuseum Stockholm, Stockholm, inv. NM 4623

#### Suisse
● Sainte famille et Jean Baptiste enfant, huile sur bois, 60 × 53 cm, Òffentliche Kunstsammlung - Kunstmuseum Basel, Bâle, inv. 76.
● Montée au Calvaire, huile sur bois, 57 × 72 cm, Kunstmuseum, Saint Gall (ill. E),.

#### Tchéquie
● Paysage avec scènes de la Passion, huile sur bois, 62 × 53 cm, State Castle of Český Krumlov, Český Krumlov, inv. 3567.
● Paysage avec mine et fuite en Égypte, huile sur bois, 88 × 115 cm, Národní galerie v Praze, Prague, inv. 0 68 (Galerie : 17).

### Œuvres des collections particulières ou dans le commerce
Classement par titre.

##### Collections particulières
● Montée au Calvaire, huile sur bois, 41,4 × 69 cm, collection particulière, Bruxelles.
● Montée au Calvaire, huile sur bois, 31,7 × 43,2 cm, collection particulière, Bruxelles.
● Montée au Calvaire, huile sur bois, 5 × 80 cm, collection particulière Fernand Stuyck de Bruyère, Anvers/Bruxelles.
● Prédication de Jean Baptiste, huile sur bois, 26,6 × 36 cm, collection particulière,.
● Prédication de Jean Baptiste, huile sur bois, 27 × 37 cm, collection particulière,.
● Prédication de Jean Baptiste, huile sur bois, 73 × 100 cm, collection Gustav Ritter Hoschek von Mühlheim, Prague
● Nativité, huile sur bois, 65 × 51 cm, collection Sir Leonard Woolley, Angleterre
● Tentation de saint Antoine, huile sur bois, 21,5 × 33 cm, collection particulière.
● Triptyque : Annonciation (à gauche); Crucifixion (milieu) et Résurrection (à droite), collection baron Stumm, Holzhausen am Ammersee
● Vie mondaine de Marie Madeleine à la Sainte-Baume, huile sur bois, 39 × 50 cm, collection particulière Platte, Allemagne
● Vocation de saint Pierre, huile sur bois, 32 × 50 cm, collection Heinz Kisters, Suisse,.

##### Tableaux repérés dans le commerce
● Conversion de Paul sur le chemin de Damas, huile sur bois, 111 × 142 cm, vente Sotheby's, Londres, 16 décembre 1999
● Entrée du Christ à Jérusalem, huile sur bois, 33 × 52 cm, Gemälde-Galerie Abels, Cologne
● Entrée du Christ à Jérusalem, huile sur bois, 84 × 114 cm, vente Rudolf Neumeister, Munich, 9 décembre 1981
● Fuite en Égypte, huile sur bois, 44 × 74,3 cm, vente Sotheby's, Londres, 5 décembre 2012
● Fuite en Égypte, huile sur bois, 41,8 × 58,8 cm, vente Sotheby's, Londres, 6 décembre 1995
● Le bon Samaritain, huile sur bois, marchand Parke-Bernet, New York
● Le Christ libère les âmes dans les limbes, huile sur bois, 21,3 × 33,7 cm, vente Christie's, Londres, 7 juillet 2004.
● Le Christ descend dans les limbes, huile sur bois, 5 × 50 cm, Sotheby's, Londres, 9 juillet 1998
● Montée au Calvaire, huile sur bois, 31 × 47 cm, marchand Samuel Hartveld, Anvers/New York
● Montée au Calvaire, huile sur bois, 57 × 72 cm, vente Christie's 14 décembre 1990.
● Montée au Calvaire, huile sur bois, 42 × 69 cm, marchand P. de Boer, Amsterdam.
● Montée au Calvaire, huile sur bois, 44,5 × 81,5 cm, vente Sotheby's, New York, 1er juin 1990
● Montée au Calvaire, huile sur bois, 56,2 × 82,5 cm, vente Sotheby's, Londres, 22 avril 2004
● Paysage avec allégorie, huile sur bois, 19 × 28 cm, marchand D.A. Hoogendijk & Co., Amsterdam
● Paysage avec ascension d'Élie, huile sur bois, 18,4 × 29,2 cm, vente Sotheby's, New York, 6 juin 2013
● Paysage avec bannissement d'Agar et d'Ismaël, huile sur bois, 5 × 35 cm, vente Christie's, New York, 19 avril 2007
● Paysage avec destruction de Sodome et Gomorrhe, huile sur bois, vente Christie's, Londres, 11 juillet 2001
● Paysage avec destruction de Sodome et Gomorrhe, huile sur bois, 30 × 40 cm, marchand P. de Boer, Amsterdam
● Paysage avec femme au bain, huile sur bois, 25 × 34 cm, marchand Abraham van der Meer, Amsterdam
● Paysage avec la Sainte-Baume, huile sur bois, 22 × 27,5 cm, Christie's, Amsterdam, 20 novembre 2013
● Paysage avec Lot et ses filles, huile sur bois, Ø 35 cm, vente Christie's, Londres, 19 avril 2000
● Paysage avec Marie et Joseph cherchant une auberge à Bethléem, huile sur bois, 20 × 27,5 cm, vente Galerie Fischer, Luzern, 16 juin 1995
● Paysage avec repos pendant la fuite en Égypte, huile sur bois, 44 × 56 cm, vente American Art Association 18 novembre 1932
● Paysage avec rivière et voyageurs, huile sur bois, 25 × 21 cm, Inc. Schaeffer Galleries, New York
● Paysage avec saint Christophe, huile sur bois, Ø 30,1 cm, vente Christie's, Londres, 7 juillet 2004
● Paysage avec saint Jérôme lisant, huile sur bois, 27 × 44 cm, vente Paul Graupe, Berlin, 25 janvier 1935
● Paysage avec saint Jérôme pénitent, huile sur bois, 18 × 14 cm, marchand P.A. Scheen, La Haye
● Paysage avec saint Jérôme, huile sur bois, 27,6 × 36,9 cm, vente Christie's, Amsterdam, 8 novembre 1999
● Paysage avec tentation de saint Antoine, huile sur bois, 20 × 28 cm, marchand ou collection particulière K. Kochenthaler, Madrid
● Paysage avec tentation de saint Antoine, huile sur bois, 21,5 × 33,5 cm, vente Christie's, Londres, 5 juillet 1985.
● Paysage avec tentation de saint Antoine, huile sur bois, marchand Adolf Fritz Mondschein, Vienne
● Paysage avec village au bord d'une rivière et montagnes en arrière-plan, huile sur bois, 23,5 x 35,5 cm, marchand P. de Boer, Amsterdam
● Paysage avec village au bord d'une rivière et partie de chasse, huile sur bois, marchand Paul Bottenwieser, Berlin/New York/Londres, 1921
● Pèlerins d'Emmaüs, huile sur bois, 5 × 42 cm, vente Sotheby's, Londres, 3 avril 1985
● Pèlerins d'Emmaüs, huile sur bois, 32 × 50,6 cm, vente Sotheby's, New York, 30 janvier 2014
● Pèlerins d'Emmaüs, huile sur bois, 56,9 × 86,3 cm, vente Christie's, Londres, 16 décembre 1998
● Pèlerins d'Emmaüs, huile sur bois, 33 × 44 cm, Galerie Dr. Benedict & Co., Berlin
● Saint Jérôme pénitent, huile sur bois, Ø 12 cm, vente Sotheby's, Londres, 5 juillet 1995
● Tentation de saint Antoine, huile sur bois, Ø 12 cm, vente Sotheby's, Londres, 5 juillet 1995
● Villes en feu, huile sur bois, 21,6 × 33,8 cm, vente Sotheby's, Monaco, 30 juin 1995
● Vocation de saint Pierre, huile sur bois, 30,5 × 48,9 cm, vente Christie's, Londres, 7 juillet 1995
● Vocation de saint Pierre, huile sur bois, marchand Julius Böhler, Munich
● Vocation de saint Pierre, huile sur bois, 28 × 44 cm, vente Drouot Montaigne, Paris, 11 mars 1999

## Galerie

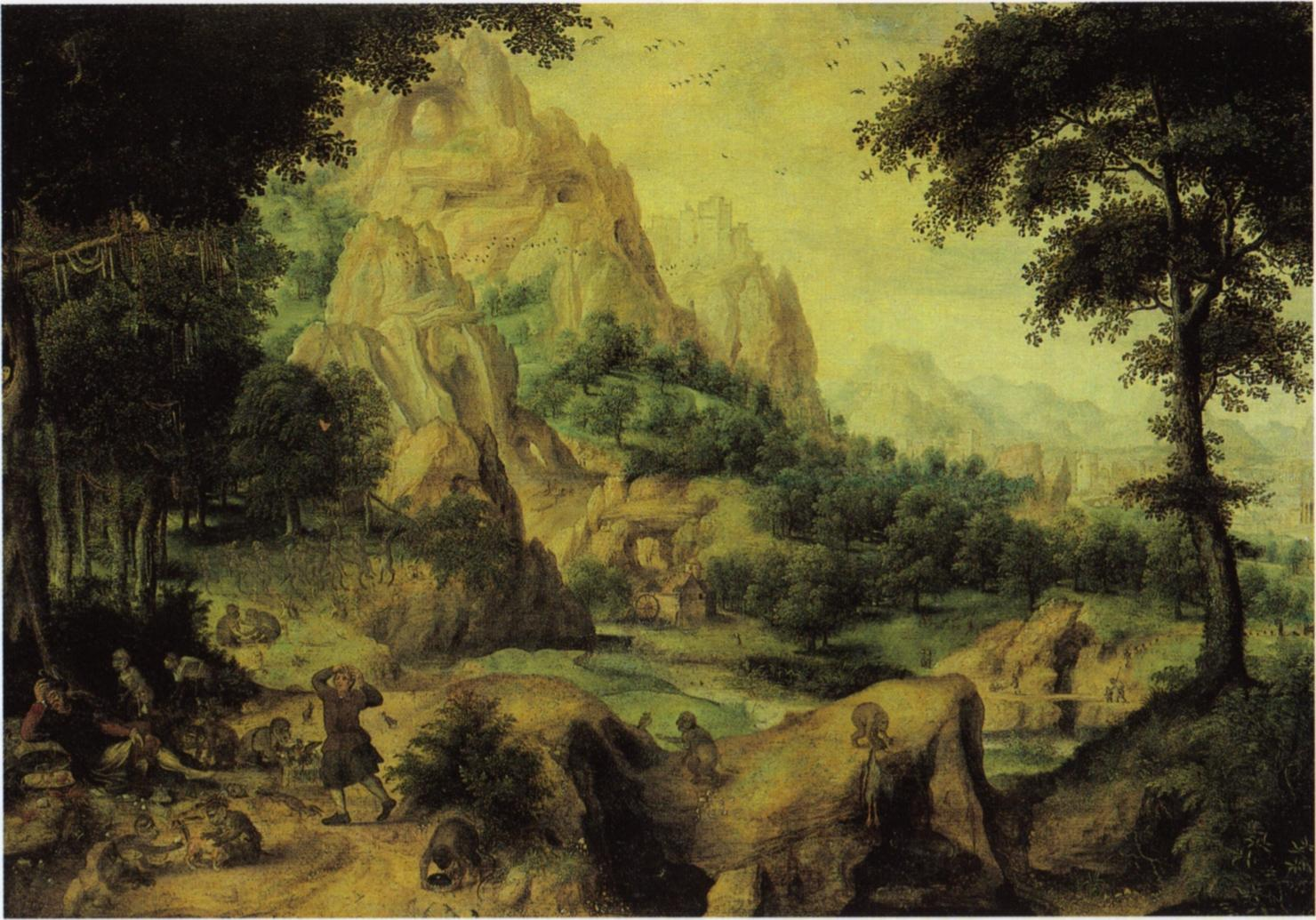
1. Mercier endormi pillé par les singes, Staatliche Kunstsammlungen, Gemäldegalerie, Dresde.
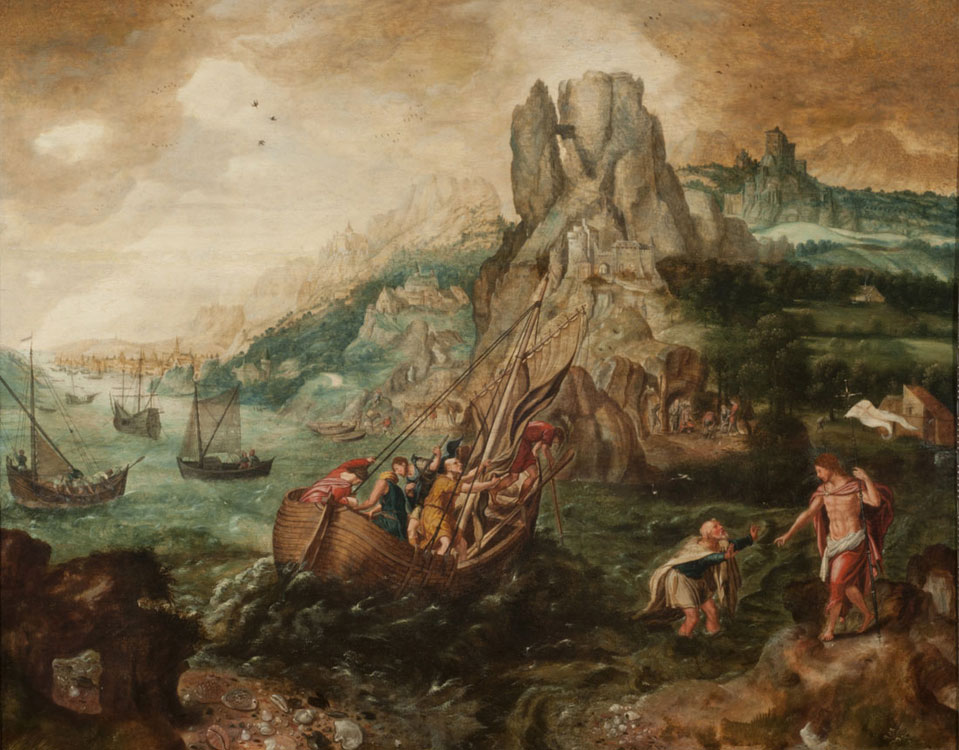
2. Vocation de saint Pierre, Museo Nacional de Bellas Artes, Buenos Aires.
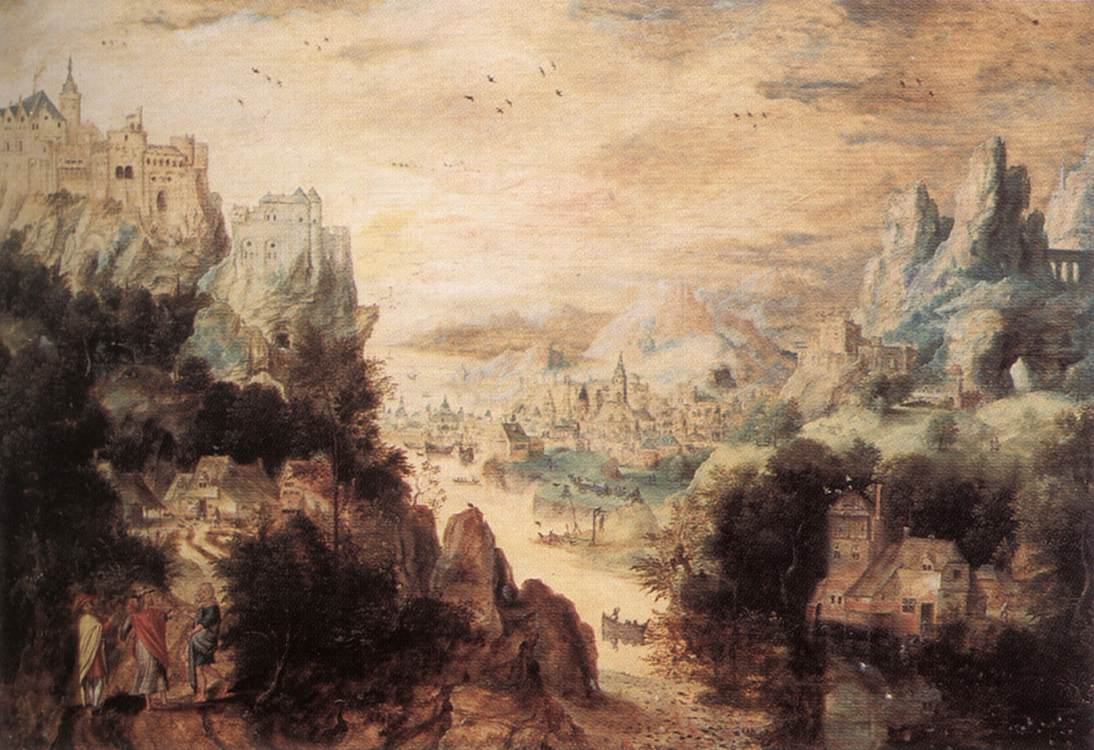
3. Pèlerins d'Emmaüs, Musée Mayer Van den Bergh, Anvers.
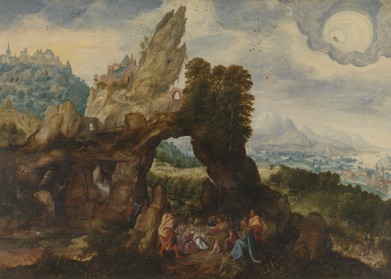
4. Prédication de Jean-Baptiste, Musées royaux des beaux-arts de Belgique, Bruxelles.
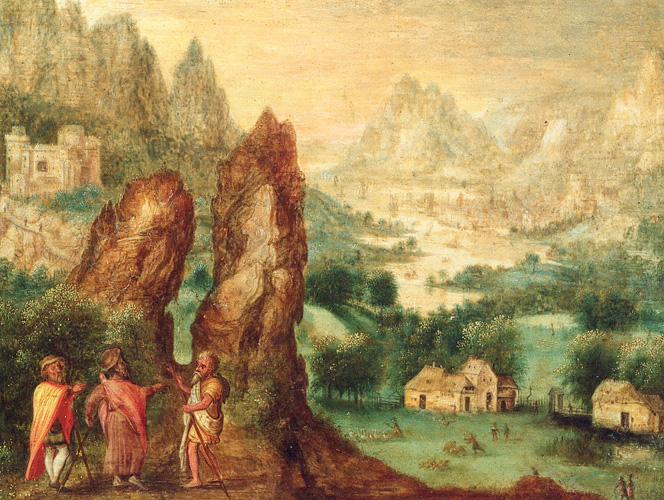
5. Paysage avec la rencontre sur le chemin d’Emmaüs, Musée de l’Art wallon, Liège.
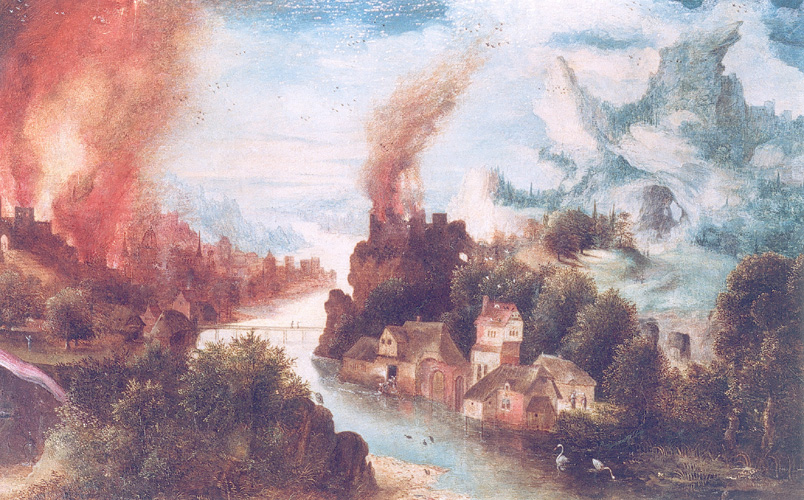
6. Incendie de Sodome, Musée provincial des Arts anciens du Namurois, Namur.

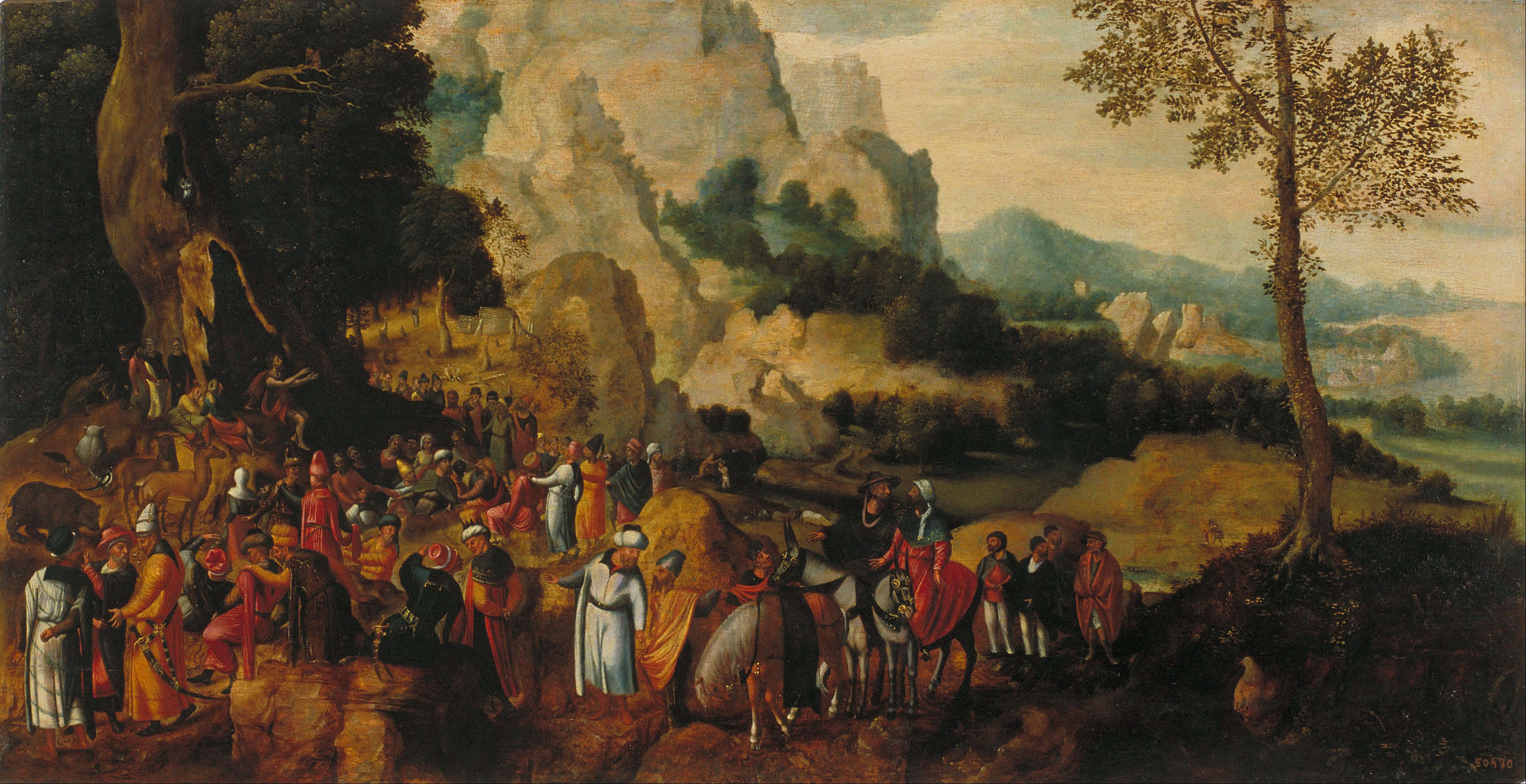
7. Prédication de Jean-Baptiste, Museu Nacional d'Art de Catalunya, Barcelone.
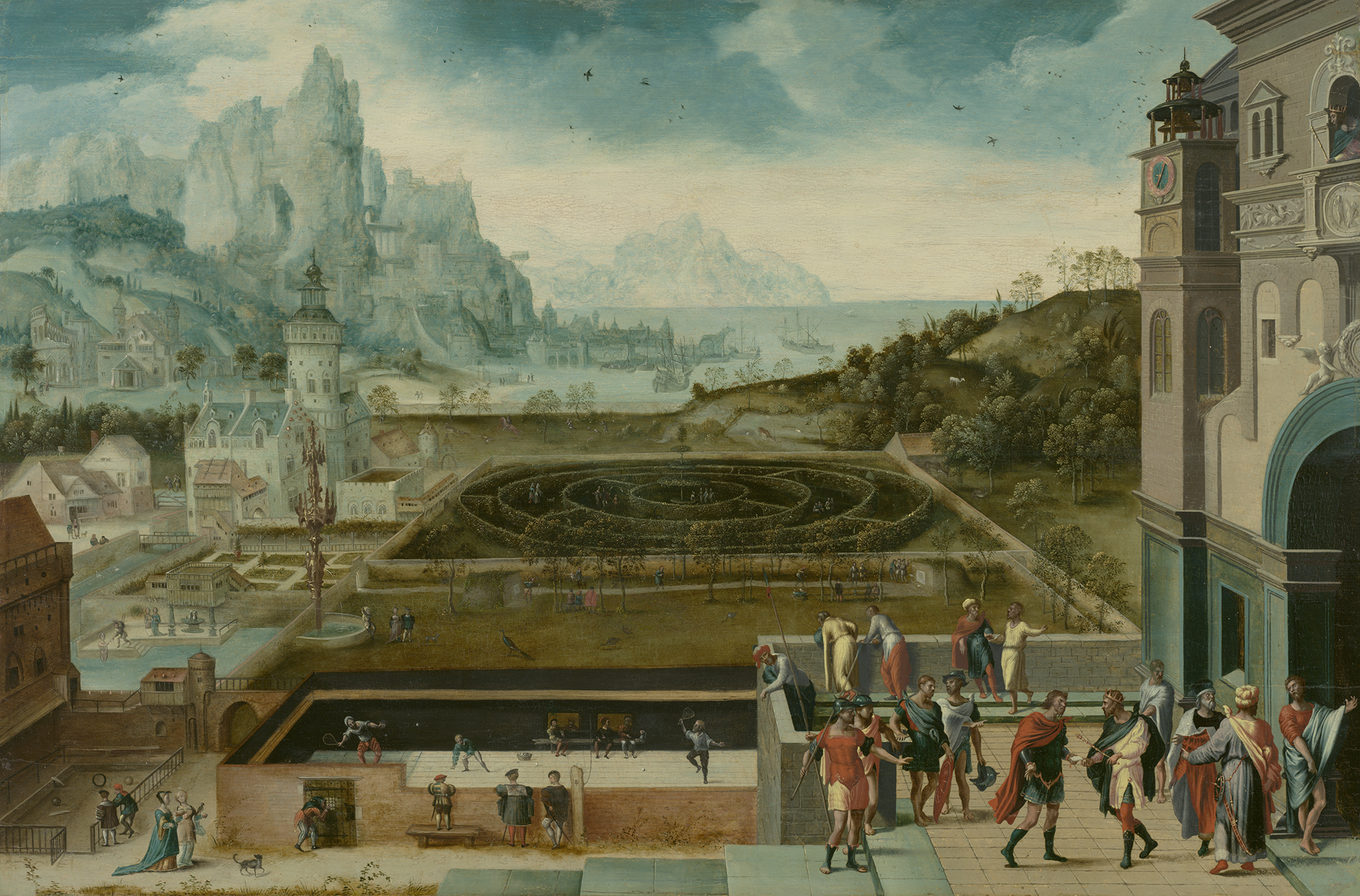
8. Paysage avec David et Bethsabée, The Isabella Stewart Gardner Museum, Boston.
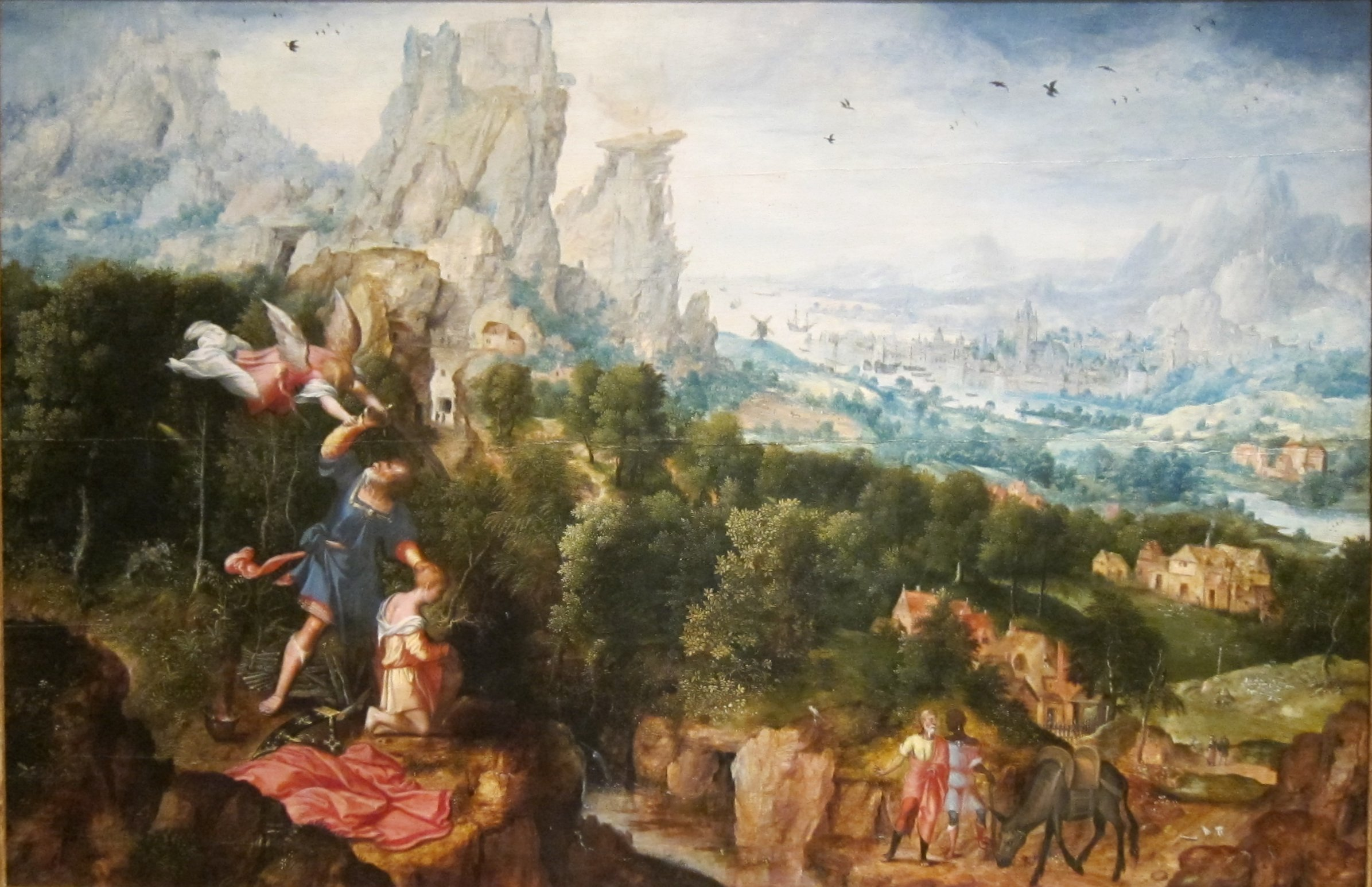
9. Sacrifice d'Abraham, The Cincinnati Art Museum, Cincinnati.
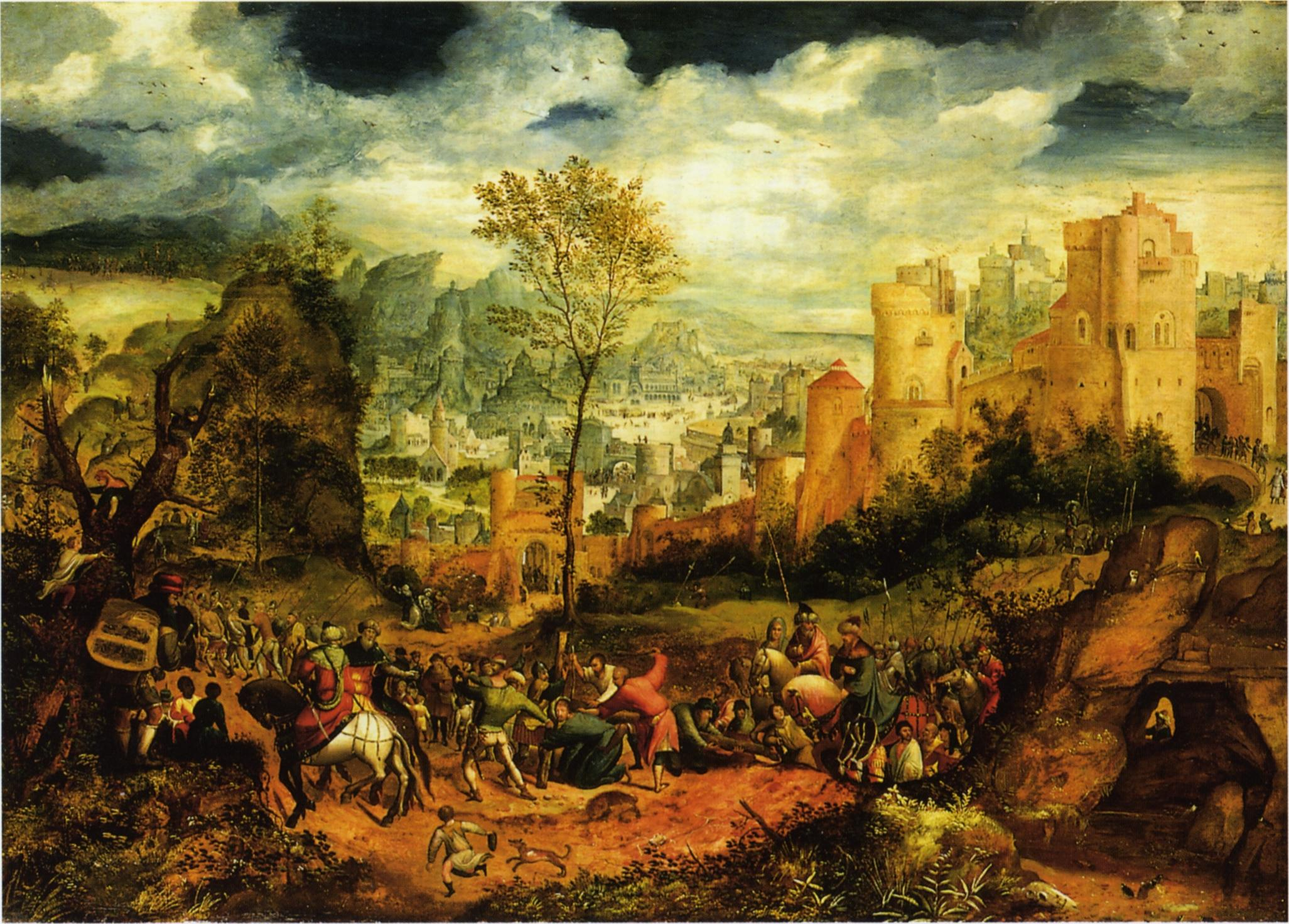
10. Montée au Calvaire, The Princeton University Art Museum, Princeton.
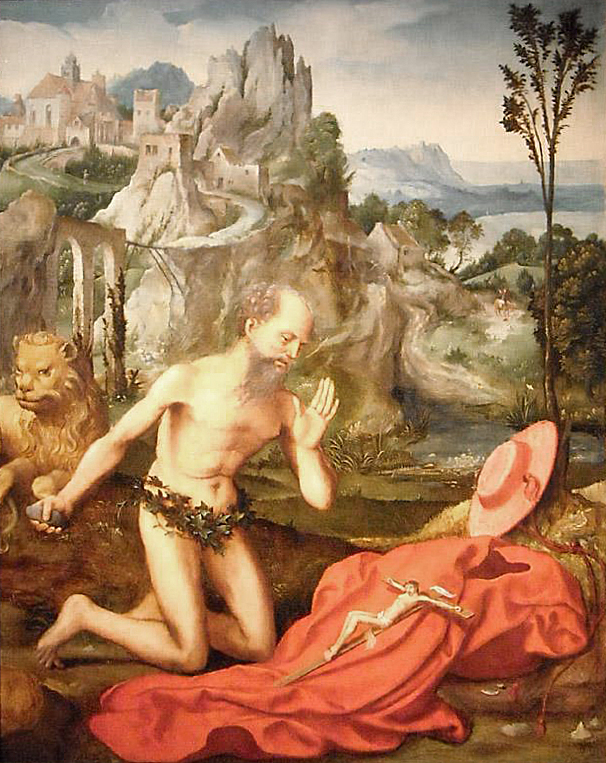
11. Saint Jérôme dans le désert, Musée des beaux-arts, Roanne.
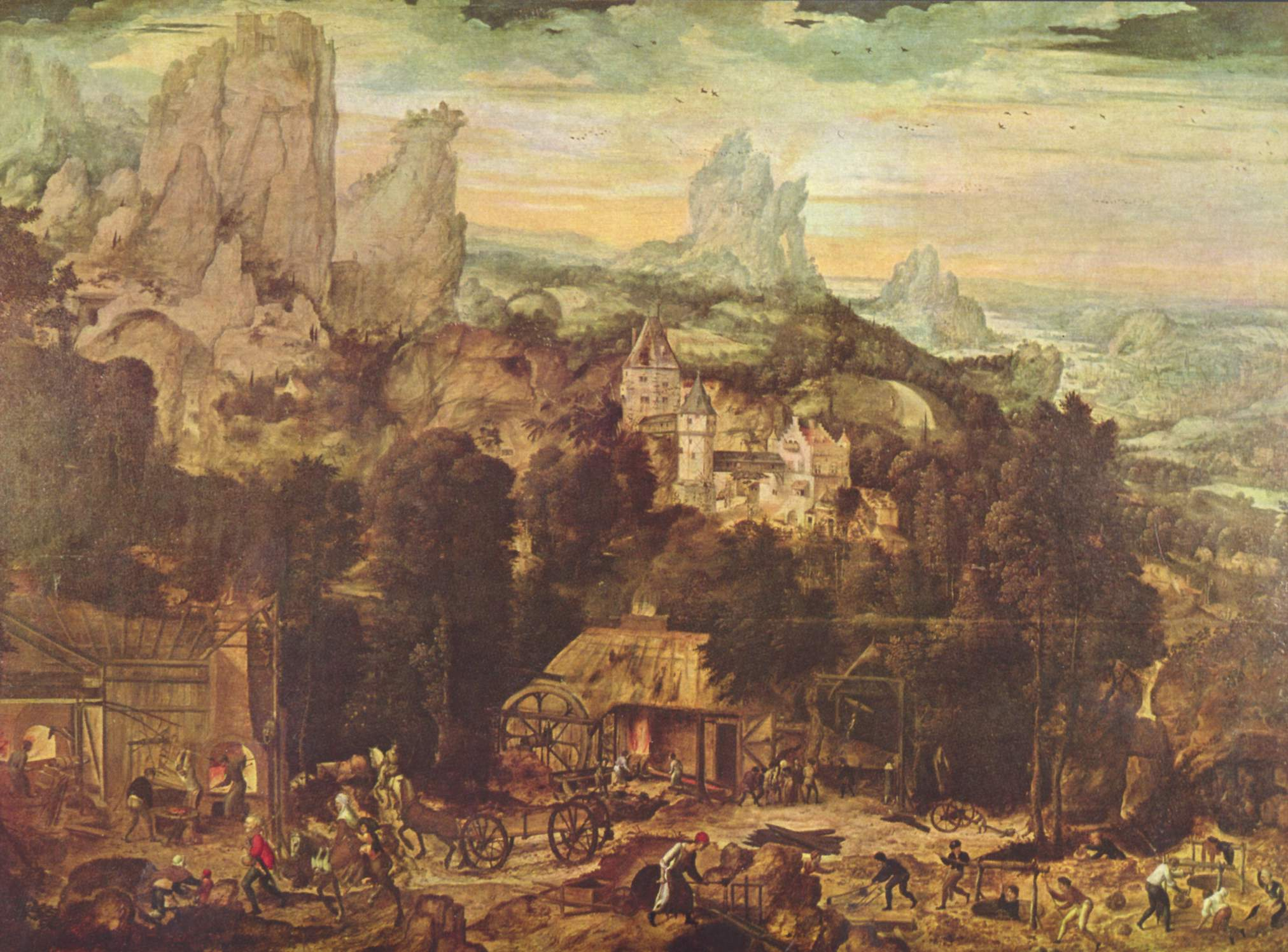
12. Paysage avec mines, Galerie des Offices, Florence.

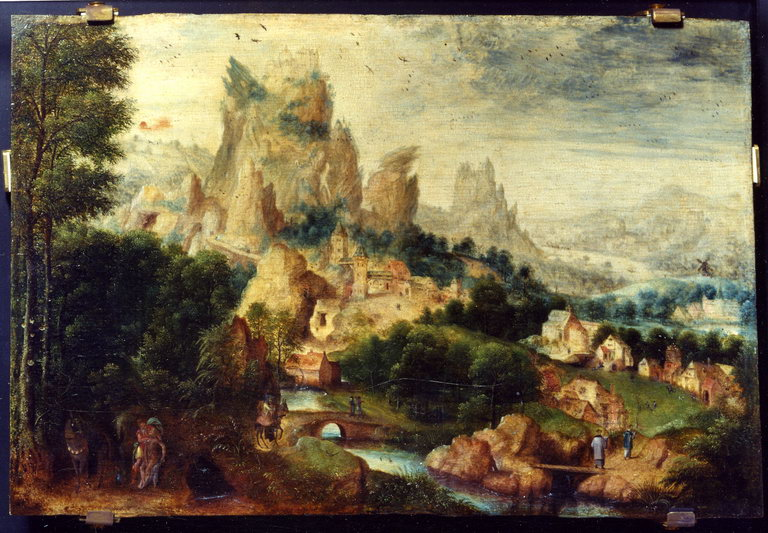
13. Bon Samaritain, Museo e Galerie Nazionali di Capodimonte, Naples
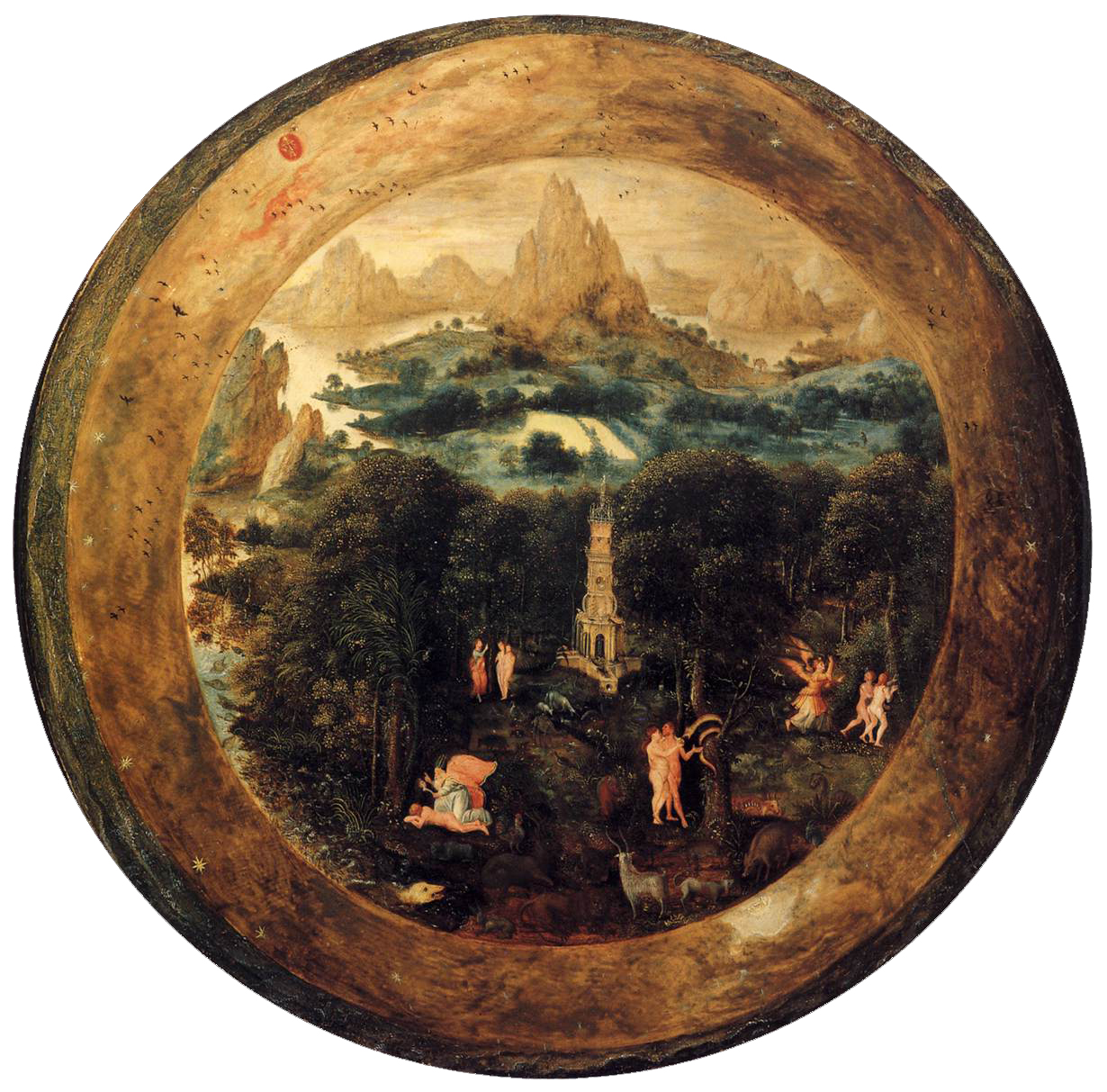
14. Paradis, Rijksmuseum, Amsterdam.
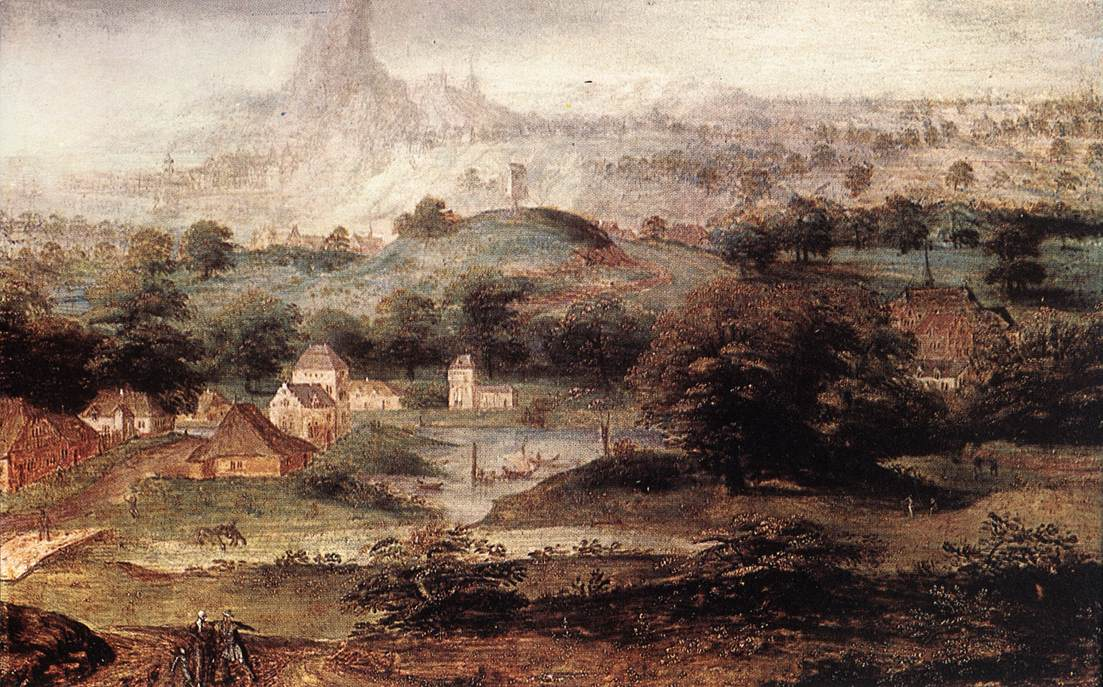
15. Paysage avec répudiation d'Agar, Bonnefantenmuseum, Maastricht.
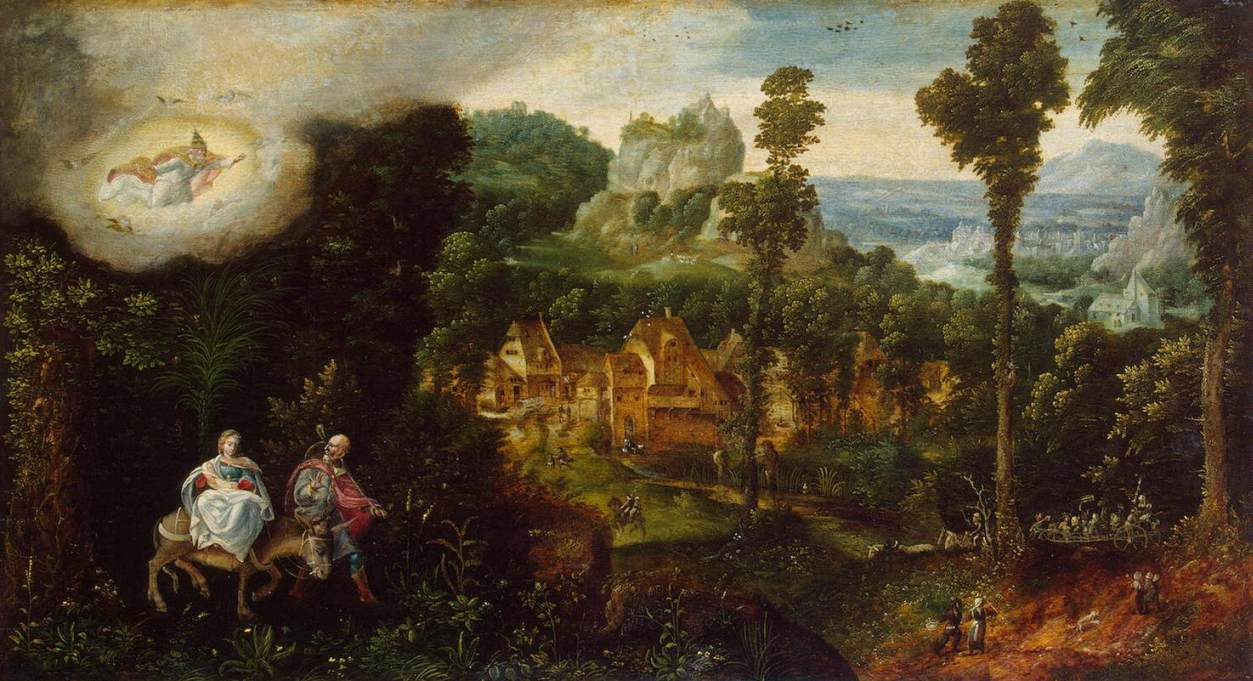
16. Paysage avec la fuite en Égypte, 33 x 60 cm, Musée de l'Ermitage, Saint-Pétersbourg.
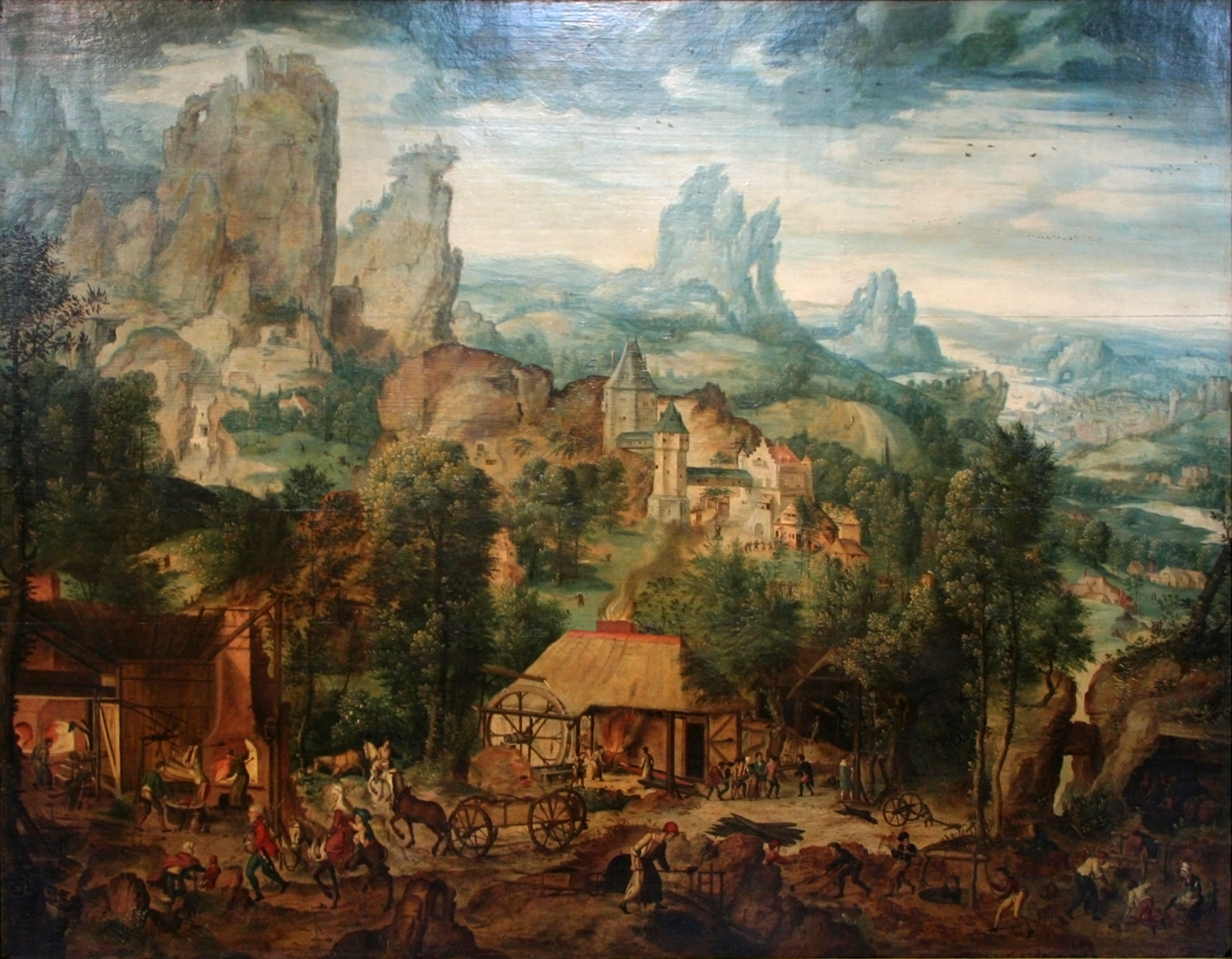
17. Paysage avec mine et fuite en Égypte, Národní galerie v Praze, Prague.